# Gerard Cott
Gerard Cott (* 30. April 1940; † 1. Juli 2023 in Cork) war ein irischer Lehrer und Politiker der Fine Gael, der zwischen 1969 und 1973 Mitglied des Unterhauses (Dáil Éireann) im Oireachtas war.

## Leben
Cott arbeitete als Lehrer an einer weiterführenden Schule. Bei den Wahlen zum Dáil Éireann 1969 wurde er für den Wahlkreis Cork North-East in den Dáil gewählt. Bei den Wahlen zum Dáil Éireann 1973 kandidierte er nicht mehr.
Cott war mit Denise Egan verheiratet, mit der er fünf Kinder hatte.